# Sophie la sorcière
Sophie la sorcière (Winsome Witch, littéralement « L’Avenante sorcière ») est une série télévisée d'animation américaine en 26 épisodes de 6 minutes produite par les studios Hanna-Barbera Productions et diffusée du 2 octobre 1965 au 15 octobre 1966 sur le réseau NBC.
La série a été doublée au Québec et diffusée notamment en 1977 dans Bagatelle à la Télévision de Radio-Canada, et en France, en 1977 sur Antenne 2 dans l'émission Dorothée et ses amis et rediffusée en 1979 dans Récré A2.

## Synopsis
Dans une chaumière au fond d'un bois vit Sophie, gentille sorcière rousse d'âge moyen. Grassouillette et farfelue, elle vole dans les airs au moyen d'un balai vivant nommé Gontrand. Sophie utilise ses pouvoirs magiques pour aider autrui mais elle s’amuse également à jeter des sorts. Quand elle opère un tour de magie, Sophie prononce les paroles « Èpeti, èpeti, paou ! » ; des éclairs jaillissent alors de sa baguette magique…

## Fiche technique
- Titre original : Winsome Witch (L’Avenante sorcière)
- Titre français : Sophie la sorcière
- Réalisateur : Joseph Barbera, William Hanna
- Scénaristes : Dalton Sandifer, Warren Foster, Tony Benedict, Art Davis
- Production : Joseph Barbera, William Hanna
- Sociétés de production : Hanna-Barbera Productions
- Musique : Ted Nichols
- Pays d'origine : États-Unis
- Langue : anglais
- Nombre d'épisodes : 26
- Durée : 6 minutes (2 saisons)
- Dates de première diffusion :  États-Unis : 2 octobre 1965

## Distribution

### Voix françaises
- Yolande Roy : Sophie[2]
- Ronald France
- Benoit Marleau

### Voix originales
- Jean Vander Pyl : Winsome Witch (Sophie en VF)
- Dick Beals
- Mel Blanc
- Henry Corden
- Allan Melvin
- John Stephenson
- Janet Waldo

## Épisodes
1. Have Broom Will Travel
2. Prince of a Pup
3. Operation Broom Switch
4. The Hansel and Gretel Case
5. The Little Big League
6. Schoolteacher Winnie
7. Good Red Riding Hood
8. Winnie's Baby
9. How Now Cinderella
10. Have Broom will Zoom
11. Winnie the Sheriff
12. Welcome Wagging
13. Shoo Spy
14. Hollywood or Busted
15. Wolfcraft vs. Witchcraft
16. Tallyho the Hunter
17. Witch Hitch
18. Ugly Duckling Trouble
19. Witch Witch is Witch
20. Good Little Scout
21. Potluck
22. Pussycat-Man
23. Sheriff Winnie
24. Wee Winnie Witch
25. Sea-Dogged
26. Wild Wild Witch